# Philippe Charrier
Pour les articles homonymes, voir Charrier.
Philippe Charrier, né en 1954, est un homme d'affaires français. En 2022, il est nommé président-directeur général d'Orpea.

## Jeunesse et formation
Il naît en 1954 d'un père ouvrier et grandit à Courbevoie,,.
Il est victime à 20 ans d'un grave accident de moto puis intègre HEC Paris, dont il est diplômé en 1978,.

## Carrière
Il est président de Procter & Gamble France à partir de 1999, groupe qu'il rejoint dès sa sortie d'HEC en tant que cadre financier,.
Il est aussi crédité par Les Échos comme une des sources du succès des sociétés Oenobiol, Labco et Ponroy-Avea.
En mars 2017, il devient président du conseil d'administration d'Orpea sans rôle exécutif,.
En 2019, il est nommé directeur général du laboratoire médical Mayoly Spindler,.
En janvier 2022, il est nommé président-directeur général du groupe ORPEA après la destitution du directeur général Yves Le Masne à la suite des révélations faites dans le livre d'enquête de Victor Castanet, Les Fossoyeurs,.
En février 2022, il est ensuite critiqué par la presse pour ses réponses peu convaincantes et son « discours creux » face à la commission des Affaires sociales de l'Assemblée nationale,.

## Vie privée
Il a deux enfants.
Il fonde en 2010 une association, Clubhouse France, dédiée à la réinsertion des personnes souffrant de troubles psychiques. Il est aussi à la tête de la Fondation Alain Charrier, nommé après son frère mort dans un accident de moto.